# ONE Friday Fights 11
ONE Friday Fights 11: Superball vs. Kongklai 2 (también conocido como ONE Lumpinee 11) fue un evento de deportes de combate producido por ONE Championship llevado a cabo el 31 de marzo de 2023, en el Lumpinee Boxing Stadium en Bangkok, Tailandia.

## Historia
El evento fue encabezado por una revancha de muay thai entre Superball Tded99 y Kongklai AnnyMuayThai. Previamente se enfrentaron en ONE Friday Fights 5 el 17 de febrero de 2023, donde Superball ganó la pelea por decisión unánime y ambos ganaron el premio de Actuación de la Noche.
Una pelea de muay thai de peso gallo entre el ex-campeón Lumpine de 122 libras y 147 libras y Tyson Harrison estaba programada para llevarse a cabo en el evento. Sin embargo, Pongsiri se retiró de la pelea por una lesión y fue reemplazado por Rambo Petch Por.Tor.Or.

## Bonificaciones
Los siguientes peleadores recibieron bonos de ฿350.000.
- Actuación de la Noche: ET Tded99, Pongsiri Sor.Jor. Wichitpadriew, Tyson Harrison, Rambo Mor.Rattanabandit y Yu Yau Pui